# Comuna de Rzepiennik Strzyżewski
Rzepiennik Strzyżewski (polaco: Gmina Rzepiennik Strzyżewski) é uma gminy (comuna) na Polónia, na voivodia de Pequena Polónia e no condado de Tarnowski.
De acordo com os censos de 2004, a comuna tem 6806 habitantes, com uma densidade 96,9 hab/km².

## Área
Estende-se por uma área de 70,23 km², incluindo:
- área agricola: 73%
- área florestal: 20%

## Demografia
Dados de 30 de Junho 2004:
|                      | Total   | Total | Mulheres | Mulheres | Homens  | Homens |
| -------------------- | ------- | ----- | -------- | -------- | ------- | ------ |
|                      | pessoas | %     | pessoas  | %        | pessoas | %      |
| População            | 6806    | 100   | 3438     | 50,5     | 3368    | 49,5   |
| Densidade (pop./km²) | 96,9    | 100   | 49       | 49       | 48      | 48     |

De acordo com dados de 2002, o rendimento médio per capita ascendia a 1351,36 zł.

## Subdivisões
- Kołkówka, Olszyny, Rzepiennik Biskupi, Rzepiennik Strzyżewski, Rzepiennik Suchy, Turza.

## Comunas vizinhas
- Biecz, Ciężkowice, Gromnik, Moszczenica, Szerzyny, Tuchów